# گیلرت
گیلرت (به آلمانی: Gielert) یک شهر در آلمان است که در برنکاستل-ویتلیش واقع شده‌است. گیلرت ۱۷۴ نفر جمعیت دارد.